# Giuseppe Celani
Giuseppe Celani (né à Rome le 28 août 1901 – exécuté aux Fosses ardéatines le 24 mars 1944) était inspecteur-chef des services d’approvisionnement alimentaire (Annona) de la capitale pendant l’occupation allemande.

## Biographie
Issu d’une famille aristocratique romaine, Celani s’était illustré dans sa jeunesse comme sportif, notamment dans le domaine de la course automobile. Après la chute de Mussolini, le 25 juillet 1943, il adhéra au Partito Democratico del Lavoro (Parti démocratique du travail), un mouvement influencé par les idéaux maçonniques,.
Durant l’occupation de Rome, Celani mit à profit sa position dans les services alimentaires pour soutenir la Résistance : il fournit de faux laissez-passer, assura l’approvisionnement en denrées pour les patriotes, participa à la diffusion de tracts clandestins, et assura les liaisons entre différents groupes de résistants, bénéficiant d'une autorisation de circuler à moto.
Le 26 janvier 1944, il fut arrêté à son bureau, suite à une dénonciation, par les SS italiens, puis emprisonné à la Via Tasso, cellule n°6. Soumis à des tortures, il ne révéla aucune information. Son état physique se dégrada au point que sa sœur eut du mal à le reconnaître lors d’une visite.
Transféré un mois plus tard à la prison de Regina Coeli, Celani espérait une condamnation légère, aucun fait n’ayant été prouvé contre lui. Mais le 24 mars 1944, il fut extrait de sa cellule par les forces allemandes et exécuté lors du massacre des Fosses Ardéatines.
À Rome, son nom est commémoré par une rue, un petit monument situé Piazza Scanderbeg, ainsi qu’une plaque apposée sur l’immeuble de bureaux des anciens Marchés Généraux.